# کپ دو لا مادلن
کپ دو لا مادلن (به انگلیسی: Cap-de-la-Madeleine) یک منطقهٔ مسکونی در کانادا است که در تروا ریویر واقع شده‌است. کپ دو لا مادلن ۳۳٬۰۲۲ نفر جمعیت دارد.

## خواهرخوانده
شهر شاتودن خواهرخواندهٔ کپ دو لا مادلن هست.